# Acacia perangusta
Acacia perangusta là một loài thực vật có hoa trong họ Đậu. Loài này được (C.T.White) Pedley miêu tả khoa học đầu tiên.